# ラジルギ
『ラジルギ』（radirgy）は、マイルストーンが2005年にアーケードゲームとして販売した縦スクロールシューティングゲーム。翌2006年にドリームキャストに移植され、更に独自のモードを追加したGC移植版『ラジルギ・ジェネリック』及びPS2移植版『ラジルギ・プレシャス』も発売された。
本作は、電波アレルギーを患う少女が父親と特効薬のために戦う様子が描かれており、フィーチャーフォンがモチーフとなっている。
攻撃方法の一つである「シールド」は、敵弾に対して無限の防御力を持つ（通用しないものもある）ため、弾幕が避けられないプレイヤーでもある程度プレイすることができる。

## ストーリー
世界に電波が満ち溢れ、携帯端末の発展によって人体ですらその受信用端末と化した時代。守草シズルは電波アレルギーによるクシャミと目の痒さに苦しんでいた。
そんな中、電波アレルギーの特効薬とも言えるプログラムを開発中だったとある企業のビルが、突如としてテロリスト集団によって占拠される。偶然仕事で居合わせた父がこの事件に巻き込まれてしまった事を知ったシズルは、親友の相田タダヨが作り上げた端末スーツ『小次郎』に乗り込み、特効薬と父を救出するべくテロリストへ戦いを挑む。

### 登場人物
守草 シズル（かみぐさ - ）
主人公。16歳、高校1年生。158cm、48kg、B80・W58・H84cm。
都内の高校に通うごく普通の少女。電波アレルギーを治し、父親を助けるために学校の備品を改造した端末スーツ『小次郎』に乗ってテロリストと戦う。
相田 タダヨ（あいた - ）
シズルの同級生で親友、16歳。153cm、45kg、B84・W60・H86cm。
コンピュータやメカを得意とするオタクで、小次郎を開発した。ゲーム中では携帯電話を通じて、シズルにさまざまな指示を行う。
芯が通っていて我が強いが、親しい人間としか話さない。
三島 ルキ（みしま - ）
テロリストグループ『UMBRA（アンブラ）』のリーダー。160cm、46kg。B79・W56・H82cm。搭乗機は『フィナーレ』。
感情を表に出す事は殆ど無く、周囲の人間も彼女が笑った顔を見た事が無い。年齢は明らかになっていないが「シズルと1〜2歳しか違わない」とレイコが語っている。
宇川 ケイスケ（うがわ - ）
アンブラの構成員。28歳。搭乗機は『SWS-T808宇川カスタム』。
自国が欧米諸国の端末技術を模倣していた事に疑問を持ち、アンブラに加わった。ルキの側近兼作戦参謀役で、アンブラが世界を変えると本気で信じている。
嶋田 ヨウジ（しまだ - ）
アンブラの構成員。21歳。搭乗機は『SWS-T808嶋田カスタム』。
仕事も無く、他にやる事がなかった為にアンブラに入った。電波至上の世の中を嫌うアンブラに属しながらも、自身は安物の端末を体に埋め込んでいる。
白山 レイコ（しろやま - ）
アンブラの構成員。19歳。搭乗機は『SWS-T808白山カスタム』。
端末手術に不向きな体質を改善する為の過剰な薬物摂取や、強引な端末手術からくるストレスによる躁鬱状態を経験しており、情緒不安定となっている。
荒んだ生活を送る中でルキと出会い、どこか陰のある彼女に惹かれ、アンブラに入った。ルキの数少ない理解者でもある。
守草 ワタル（かみぐさ - ）
シズルの父。45歳。端末機器やソフトウェアを扱う小さな会社の総務部勤務だが、本人は端末手術を受けておらず、旧式の端末を持っている｡
取引先との打ち合わせの為に社外へ出ている最中、偶然アンブラのテロに巻き込まれる。
守草 ハルキ（かみぐさ - ）
シズルの弟。14歳。浮羽市の市立中学校に通うごく普通の少年。

## ゲームシステム
1レバー+3ボタン制。Aボタンでショット、Bボタンでソード、Cボタンでアブゾネット。
自機が敵と接触、また重なりあってもミス扱いにはならないが、攻撃やシールドは敵に当てることができる。
敵弾には攻撃をすることによって破壊できるものと出来ないものとがある。
画面は携帯電話のそれをイメージしたものとなっている。
- 得点に“倍率”が掛かる状態になると、画面上にアンテナ状のアイコンが表示される。倍率はアンテナの本数で示され、アンテナ0本〜アンテナ3本の順に2、4、8、16倍となる。
- 自機のライフは携帯電話のバッテリー残量表示と同じようなアイコンで表示される。開始時はバッテリーの上限は3つに設定されているが、アイテムで増やすことができる。
- 時々電子メール風のメッセージという形で、攻略のヒントや、敵キャラクターの台詞、迷惑メールなどが表示される。ゲーム開始時に設定で受信しないように出来るほか、スタートボタン（家庭用では任意のボタン）でスキップできる。

ボスは時間が経つと居なくなるが、ボス撃破分のスコア加算は少なくなる。

### 自機性能
自機である小次郎の攻撃方法は以下の4つ。
また、ゲーム開始時に移動スピードを「★★（遅い）」、「★★★（普通）」、「★★★★★（速い）」の三段階から選択できる。この移動速度とショットの組み合わせに応じて、機体のカラーリングも変化する。
- ショット

ゲーム開始時に以下の3種類から1種類を選択。Aボタン押しっぱなしでオート連射となる。
- ワイドショット - 自機前面から扇型に連射されるショット。
- 123レーザー - 直線状のレーザー。貫通力はない。正面向きと自動で敵をロックオンして発射されるものの組み合わせ。元ネタは『カオスフィールド』の自機の一つ「Flawed Red」のショットで、名前の123はそのパイロット「イフミ」から。
- シャボン弾 - 敵に当たると爆発する大型の弾を発射する。攻撃力が高い。

- ソード

威力の高い近距離攻撃。ショットと同時に使用可能だが、ソードを出している時はショットの攻撃力が少し下がる。ソードで敵を攻撃することで「青カプセル」が出現する。
当たり判定はグラフィック通りではなく、ボタンを押した瞬間から前方180度に発生している。
- シールド

前方からの攻撃を防ぐ。攻撃ボタンを押さない状態でいると発生する。敵弾を防ぐことで「緑カプセル」が出現する。
- アブゾネット

実質ボンバー、かつスコアアタックでの重要要素。敵弾となる電波を吸収する機構と言う設定。
青カプセルの取得によりアブゾネットゲージが溜まり、満タンになると使用可能。発動中は自機の周囲に円形のフィールドを発生させる。フィールドは敵弾を消す他、接触した敵にはダメージを与え、更にフィールド内のアイテムを吸い込むことができる。
シールドと同様に敵弾消去により緑カプセルが出現するため、敵に突っ込むことで得点倍率を上げることが可能。

### アイテム
カプセル
- 青カプセル - アブゾネットゲージが回復する。敵を破壊したり、ソードで攻撃をすると出現する。
- 緑カプセル - 電波のアンテナが増える。シールドで敵弾を防ぐか、アブゾネットで敵や敵弾を破壊すると出現する。

四角形のアイテム
- 力 - アイテムキャリアーを破壊すると出現。自機がパワーアップする。
- 盾 - フルパワーアップ時に「力」の代わりに出現。攻撃をしていても出続けるシールドを装備。シールドはある程度の敵や敵弾に当たると消える。
- 充 - 自機のライフ（バッテリー）が1つ増える。初期設定では800万点と2000万点に到達すると出現する。

三角形のアイテム
敵編隊の全滅、中型機やボスの部位と本体の破壊で出現する。
- 点 - 取ると点数が加算される。三角形のアイテムはソードで上方向にはじき返すことができ（ただしアブゾネット使用時は吸収される）、この「点」は弾き続けていると大きい「点」や他の三角形アイテムに変化することがある。
- 網 - アブゾネットゲージが最大まで回復する。
- 電 - アンテナ本数上昇。
- 化 - 稀に出現。画面中の敵弾が「点」に変化する。

地上アイテム
固定砲台等の地上にいる敵を倒すと出現。このアイテムの回収率が97%以上の状態だと、ステージ5の特定ポイントでライフ全回復アイテム「マイルくん」が出現する様になる。

## ステージ構成
| 面数 | ステージ             | BGM                 | 中ボス               | ボス                                       | ボスBGM             |
| ---- | -------------------- | ------------------- | -------------------- | ------------------------------------------ | ------------------- |
| 1    | 学校 〜 駅前         | ukiha shopping mall | （無し）             | 西浮羽駅ビルメンテナンスシステムBC-0096    | the ordinary people |
| 2    | 公園                 | a day in the park   | （無し）             | 大型汎用清掃車こぎれいくん                 | the ordinary people |
| 3    | 軌道エレベーター工区 | 2 the Sky           | SWS-T808宇川カスタム | (株)イーハンマー重機AR-UMI39K              | the ordinary people |
| 4    | ハイウェイ地帯       | i hate the sun      | SWS-T808嶋田カスタム | 新初台東3                                  | the ordinary people |
| 5    | MPP本社ビル          | 24/7                | SWS-T808白川カスタム | フィナーレ 〜 フィナーレ・ファイナルモード | FINALE 〜 asagiri   |

## 移植版の独自要素

### ジェネリック（GC版）
- 任意のステージを選んでプレイが可能な「スコアアタックモード」の追加。
- 最大倍率が256倍まで引き上げられ、BGMもリミックスされた「まんぷくモード」の追加。

### プレシャス（PS2版）
- 「スコアアタックモード」の追加（内容はGC版と同様）。
- 難易度が大幅に上昇した高難易度版「おかわりモード」の追加。BGMはまんぷくモードと同様のリミックス版となっている。
- 他機種版と比べて処理落ちする場面が増えている。

## 開発
本作は、前回作『カオスフィールド』とは対照的な作風にし、かつ当時流行していたケイブの弾幕シューティングゲームに対抗するという方針が立てられた。
また、『カオスフィールド』は多人数による複雑な開発になってしまったという反省から、本作の開発体制は少人数で行われ、永田大祐が音楽・世界観・タイトルを担当した。
永田が検索したらすぐ出てくるタイトルにしたいと考えていた当時、花粉症の時期だったことから、空中の物質によって主人公がアレルギー反応を起こすという物語を思いつく。また、当時はフィーチャーフォンの普及率が高かったことから、電波（radio）によるアレルギー（allergy）というアイデアを思いつき、『ラジルギ』というタイトルにした。
フィーチャーフォンというモチーフはゲーム画面の背景やユーザインタフェースにも現れているほか、本作の宣伝記事も顔文字を多用したものが使われた。
また、キャラクターの名前は、永田が大きく影響を受けているテレビアニメ『新世紀エヴァンゲリオン』へのオマージュとして、漢字の姓とカタカナの名前という組み合わせが用いられた。
本作のグラフィックは『ジェットセットラジオ』に影響を受ける形でトゥーンレンダリングが用いられ、キャッチコピーである「トゥーンでぇポップなぁ電波系ぇシューティングぅ」はそれを反映している。

## 反響
『斑鳩』や『サイヴァリア』といったクールなゲームが出ていた中で、本作は一風変わったゲームとして受け止められた。

### 評価
AMショー2005出展機種人気ランキングビデオ基板部門トップ10にランクイン。